# Africada lateral palatal surda
A africada lateral palatal surda é um som formado por 2 fonemas quando pronunciados juntos, a oclusiva palatal surda (/c/), e a aproximante palatal lateral surda (/ʎ̥/), além de ser uma consoante africada.
Ele pode ser representado de duas maneiras: usando o IPA como ⟨c͡ʎ̥˔⟩ ou usando o sinal do AFI para a fricativa lateral palatina surda como ⟨c͡⟩.

## Características
- Sua forma de articulação é africada, o que significa que é produzida primeiro interrompendo totalmente o fluxo de ar, depois permitindo o fluxo de ar através de um canal restrito no local de articulação, causando turbulência.
- Seu local de articulação é palatal, o que significa que é articulado com a parte média ou posterior da língua elevada ao palato duro.
- Sua fonação é surda, o que significa que é produzida sem vibrações das cordas vocais.
- É uma consoante oral, o que significa que o ar só pode escapar pela boca.
- É uma consoante lateral, o que significa que é produzida direcionando o fluxo de ar para os lados da língua, em vez de para o meio.
- O mecanismo da corrente de ar é pulmonar, o que significa que é articulado empurrando o ar apenas com os pulmões e o diafragma, como na maioria dos sons.

## Ocorrência
O som ocorre em Hadza e, como uma africada ejetiva lateral palatal, em Dahalo.
Esse fonema, e seus alofones, só acontecem em Hadza e um fonema similar em Dahalo, mas além dessas 2 línguas esse fonema é quase impossível para encontrar.
| Língua | Língua | Palavra  | AFI        | Significado   | Notas |
| ------ | ------ | -------- | ---------- | ------------- | --- |
| Hadza  | Hadza  | tl akate | [c͡ʎ̥˔akate] | 'rinoceronte' | Contrasta com formas ejetivas e aspiradas. Embora o contato inicial varie de alveolar para palatal, a fricção é sempre palatal. |